# Lübecker Sanitätskolonne

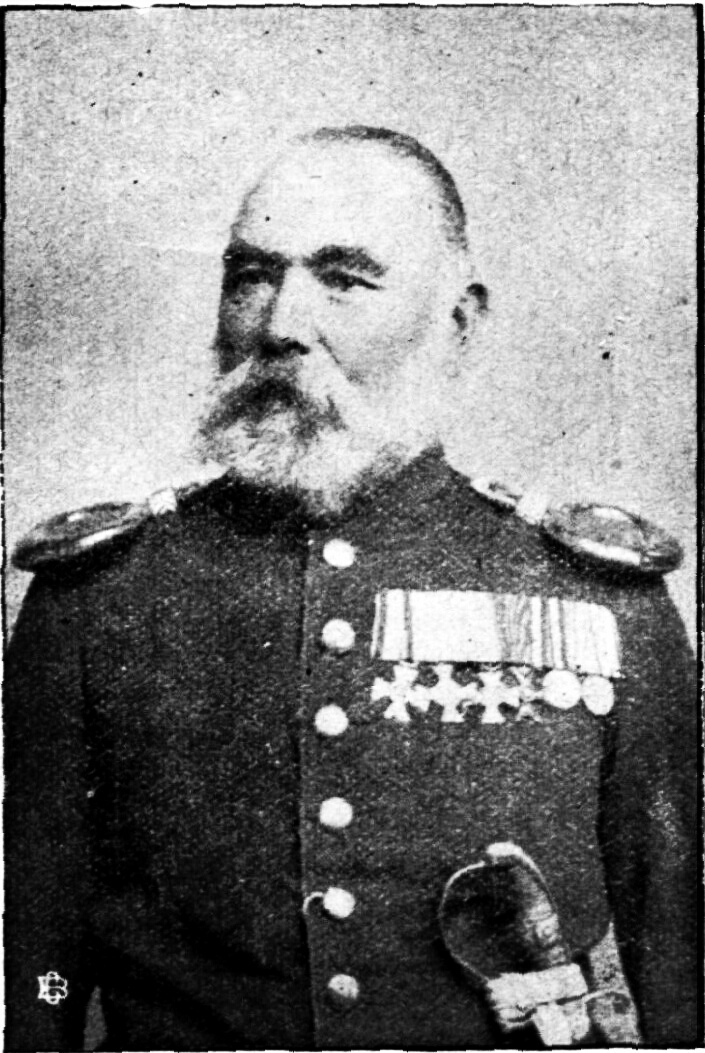
Leutnant a. D. Judersleben

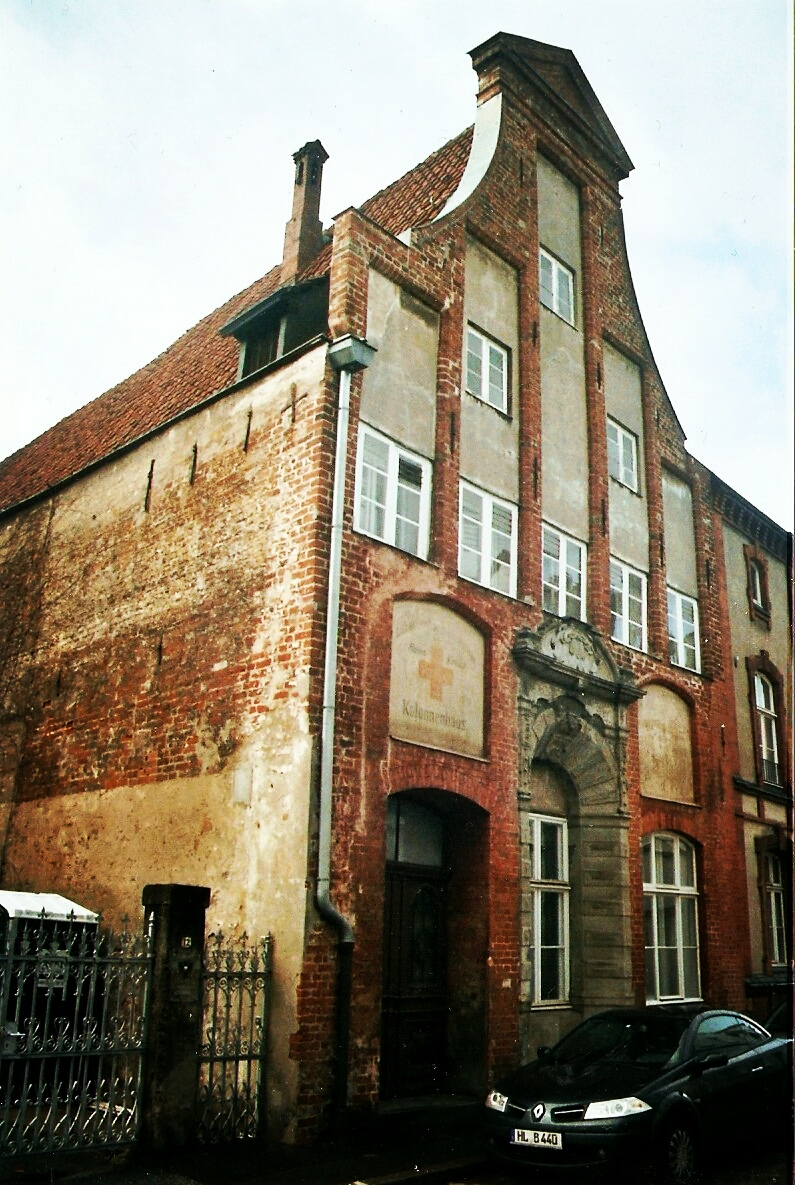
Schildstraße 10

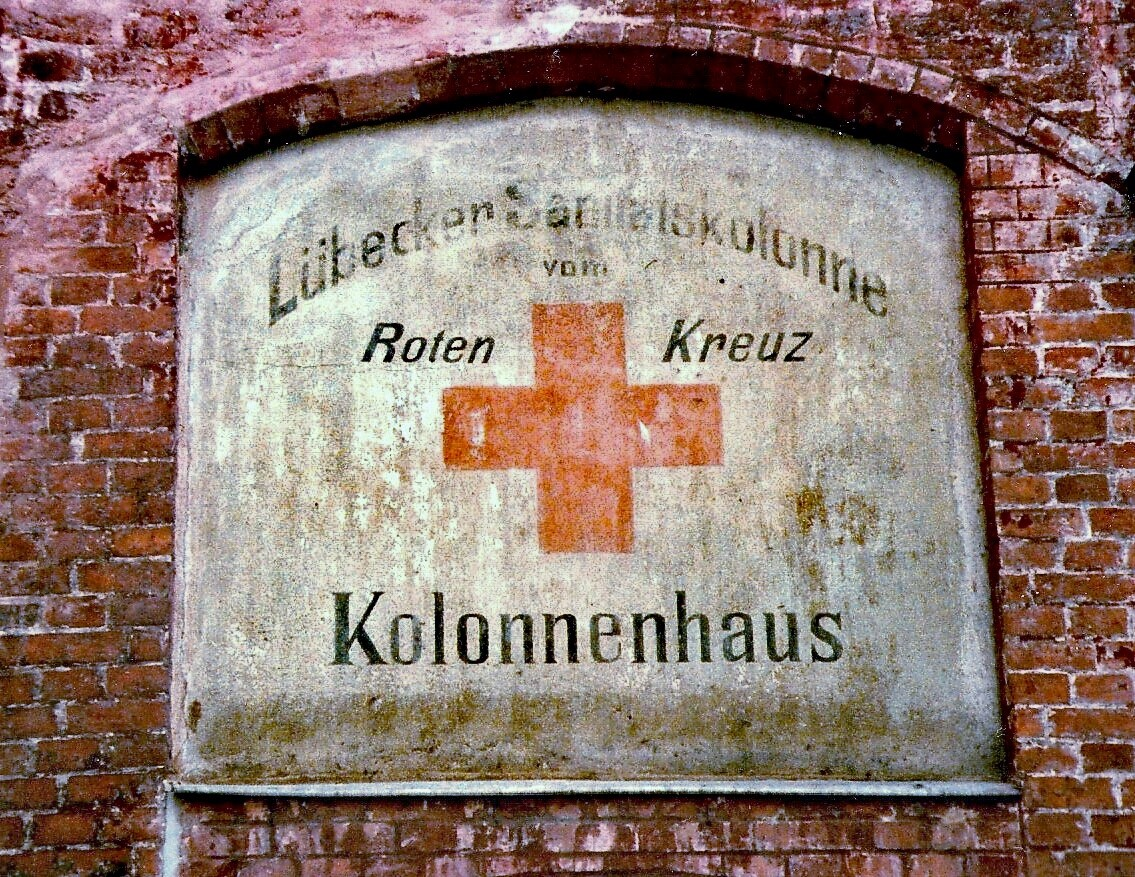
Verblassender Hinweis auf die frühere Nutzung

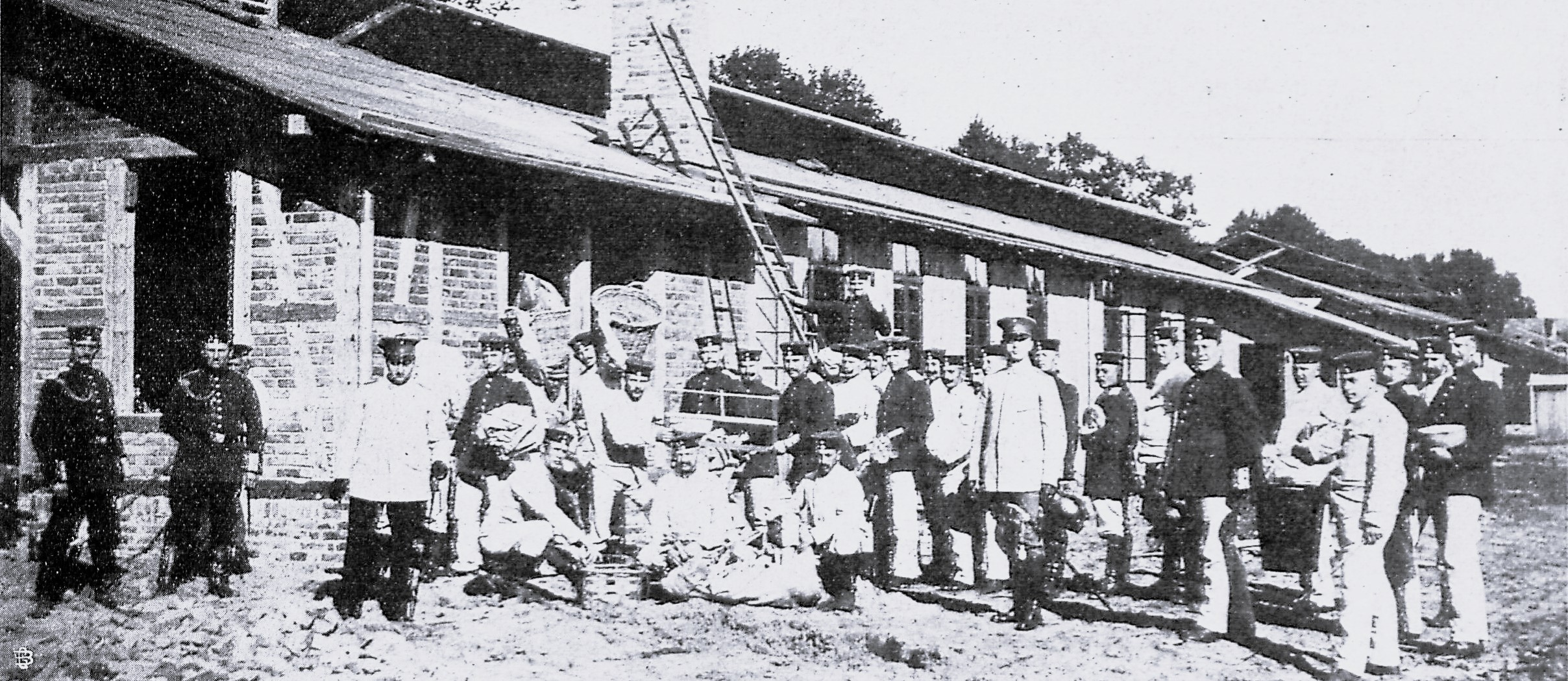
Personal des Barackenlagers vor dessen Eröffnung

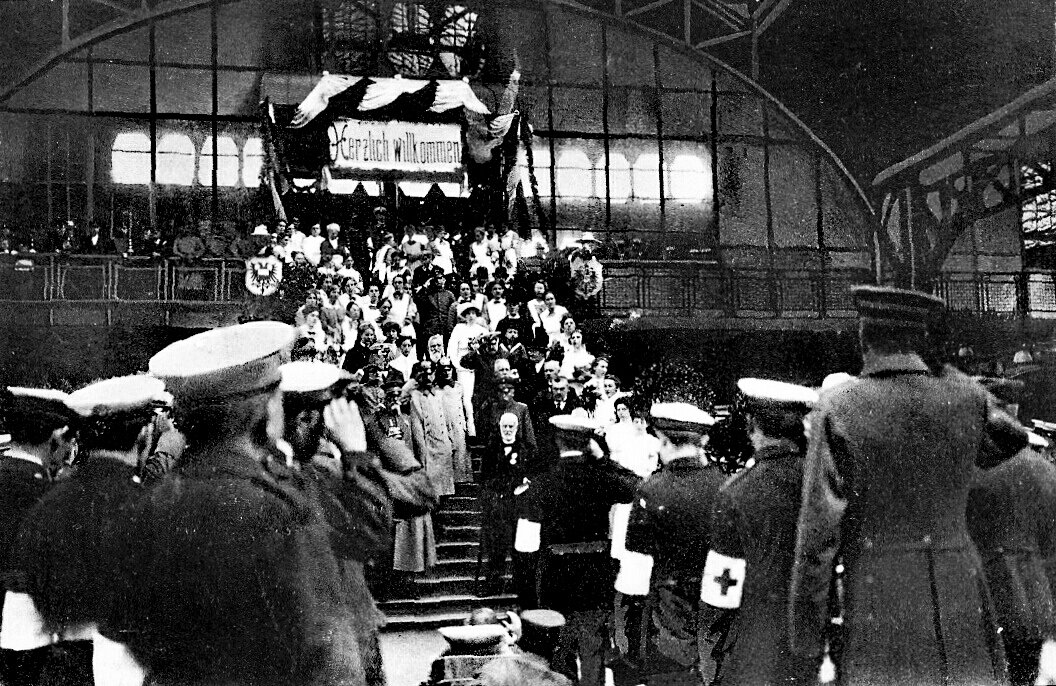
Gefangenenaustausch im Ersten Weltkrieg

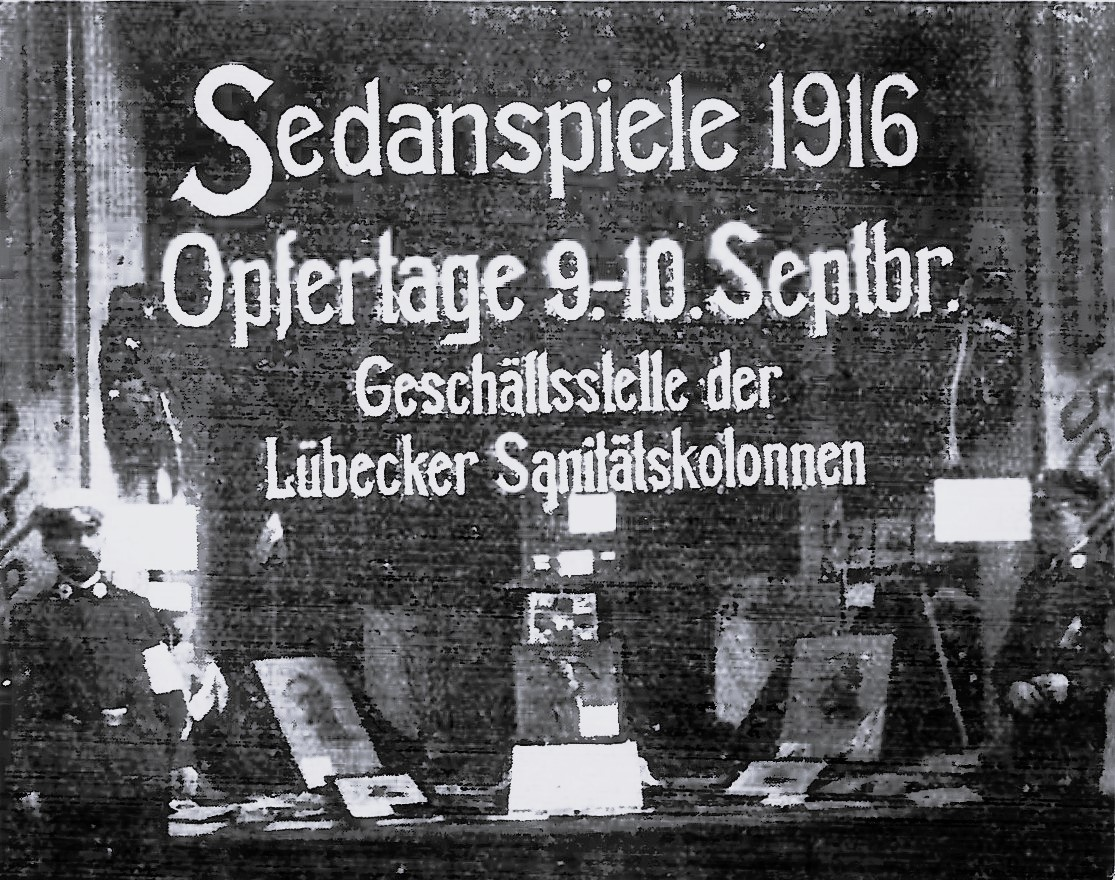
Die ausgestellten Ehrenpreise

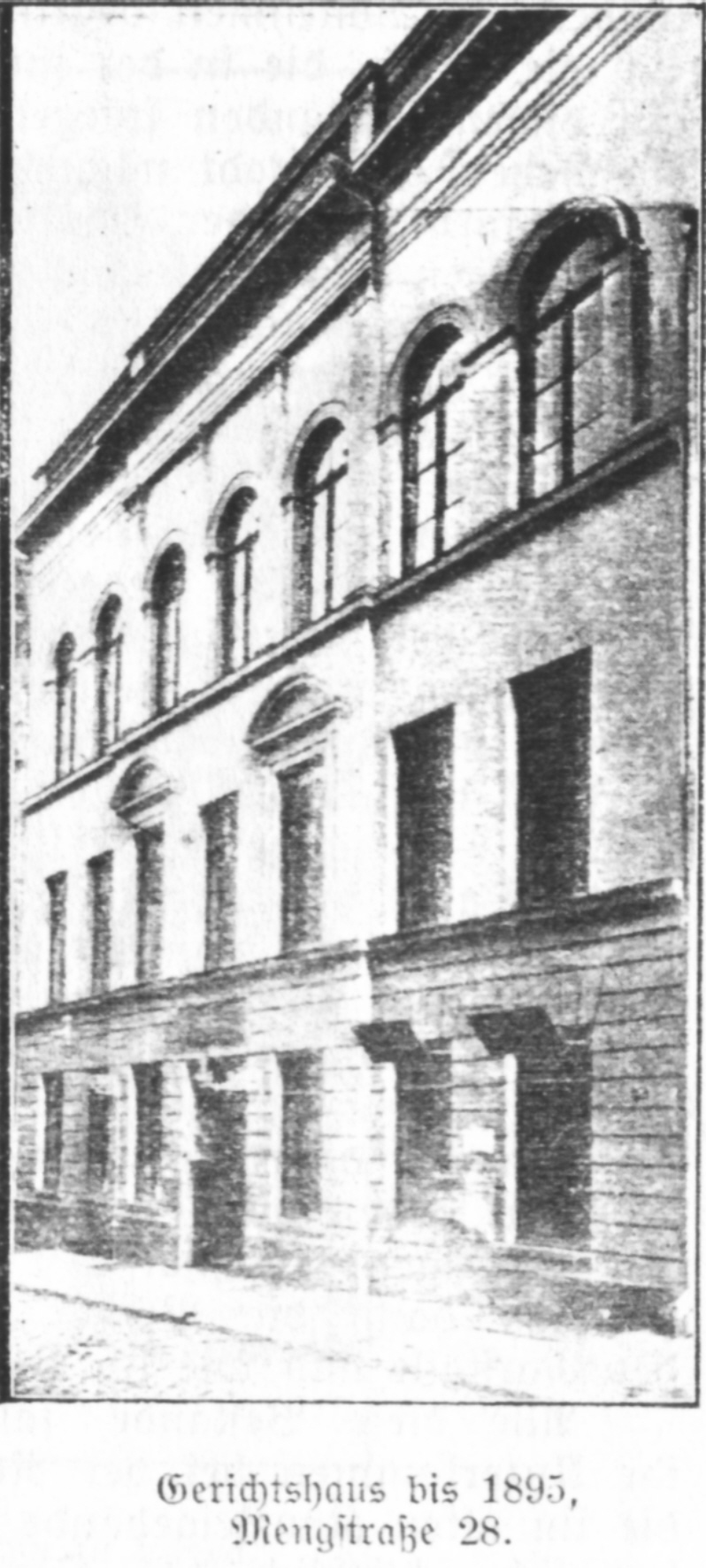
Mengstraße 28

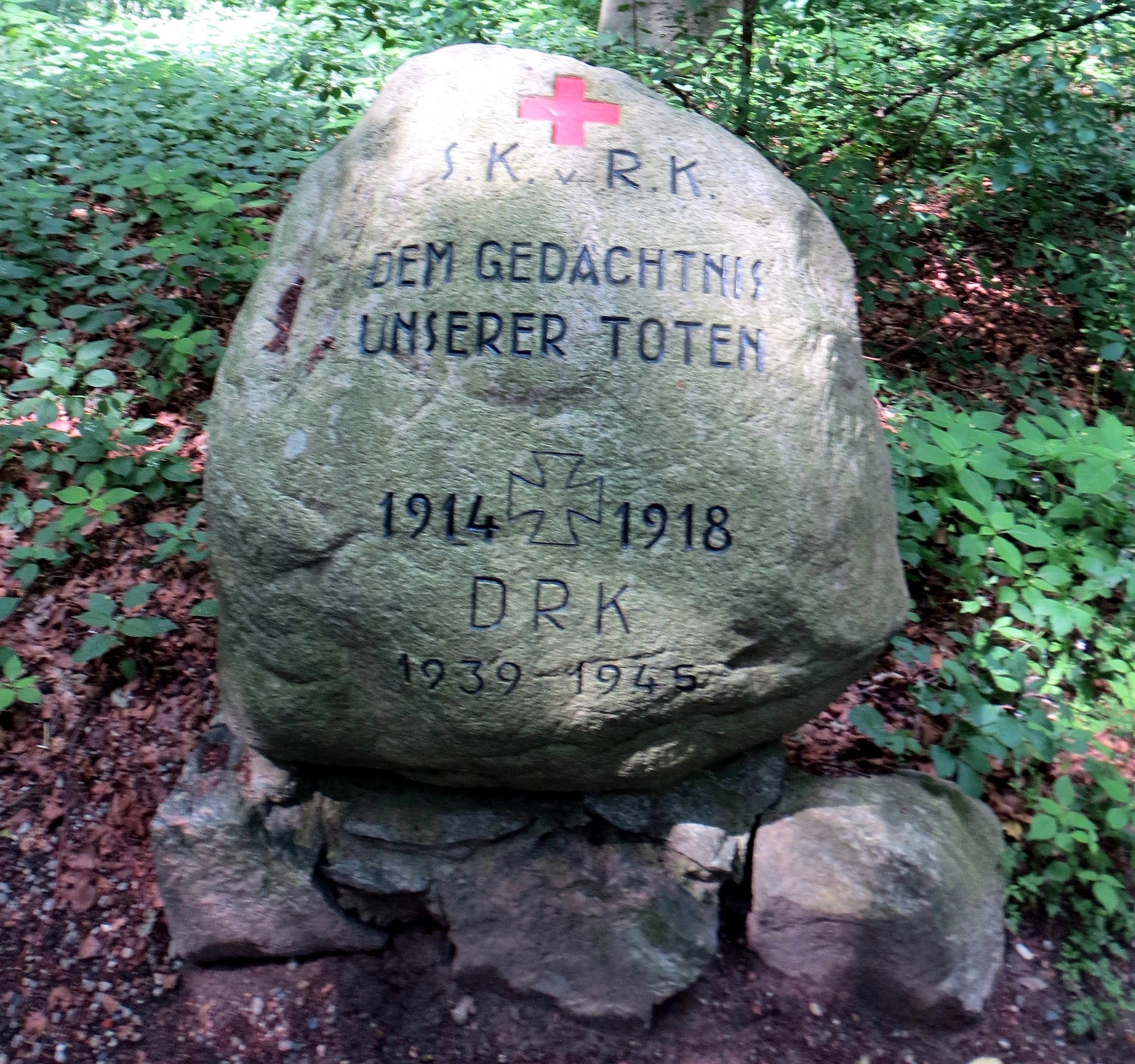
Gedenkstein an deren Gefallene auf dem Ehrenfriedhof

Der Vorsitzende des dem Deutschen Kriegerbund angehörenden Lübecker Kriegerverbands Johann Gottlob Judersleben gründete 1898 nach seiner Versetzung in den Ruhestand und seiner Übersiedelung in die Freie und Hansestadt Lübeck die Lübecker Krieger-Sanitätskolonne. Da er im Deutschen Krieg als Lazarett-Inspektor das Elend des Krieges ständig vor Augen hatte, erkannte er den Wert eines gut organisierten Sanitätswesens sowie eines gut geschulten Sanitätspersonals. 

## Geschichte
Sie wurde am 18. Februar 1898 auf Veranlassung des dem deutschen Kriegsverbunde angehörigen Lübecker Kriegverbande mit Unterstützung des Central-Comites der deutschen Vereine und des Lübecker Landesvereins vom Roten Kreuz ins Leben gerufen und verfolgte den Zweck, die Mitglieder als Krankenträger bzw. Krankenpfleger auszubilden und dieselben in dieser Eigenschaft erforderlichenfalls zur Verfügung zu stellen und zwar
- in Kriegszeiten den Militärbehörden
- in Friedenszeiten bei Seuchen, Unglücksfällen, wie Feuersbrünsten, Überschwemmungen, Eisenbahnunfällen den Zivilbehörden und überhaupt in allen Fällen erste Hilfe zu leisten, wo ihre Dienste verlangt werden.

Zur Beschaffung des benötigten Materials der Sanitätskolonne bewilligte der Lübecker Senat von Anfang an eine jährliche Beihilfe in Höhe von 200 ℳ, was der Kolonne die Anschaffung des notwendigen Übungsmaterials ermöglichte.
Die Ausbildung der Kolonne lag in den Händen des Kolonnenarztes und des Kolonnenführers. Im Januar eines jeden Jahres fanden ein theoretischer und ein praktischer Unterrichtskursus statt. Sie stellte auch die ständige Wache im Theatergebäude während der Aufführungen.
Um die praktische Ausbildung machte sich der Oberstabsarzt Benzler, der bei seinem Ausscheiden im Jahr 1903 zum Ehrenmitglied ernannt wurde, verdient. Danach lag die Ausbildung in den Händen des Kolonnenarztes Wex. Ein weiteres verdienstvolles Ehrenmitglied der Kolonne war Vizeadmiral a. D. Kühne. Ferner sind der Kolonnenführer Jäde, der Landesdelegierte für freiwillige Krankenpflege Senator Wolpmann, der einstige Vorsitzende der Kolonne Konteradmiral a. D. Riedel, Senator Kuhlenkamp (Landesdelegierter) und der Polizeihauptmann Moritz Grünweller hervorzuheben.
Die Stärke der Kolonne, die nach den ersten fünf Jahren 20 aktive Mitglieder zählte, verdreifachte sich in den darauffolgenden zehn Jahren. In seiner Festrede zum 15-jährigen Bestehen der Krieger-Sanitätskolonne, welches in den Räumen der Stadthalle begangen wurde, wies der Referent darauf hin, dass es erforderlich sei, dass noch weitere Personen aus den Reihen des Roten Kreuzes eintreten, da im Falle eines Krieges, die meisten noch militärpflichtigen Kameraden nicht beim Roten Kreuz bleiben könnten. Eine 1912 unternommene Satzungsänderung ermöglichte auch den Personen die nicht bei der Fahne gedient hatten den Beitritt zur Kolonne als unterstützendes Mitglied. Diese hatte einen ungeahnten Erfolg, da innerhalb eines Jahres über 164 dieser Personen der Kolonne beitraten.
Im Jahre 1903 wurde die Lübecker Sanitätskolonne in Bezirke eingeteilt und eine Alarm- und Ausrückeordnung mit Radfahrdienst eingeführt. Hierdurch wurde im Falle größerer Unglücksfälle eine schnelle Alarmierung aller Kameraden gewährleistet. Wiederholte, unvermutete Alarmierungen bewiesen die Einsatzfähigkeit dieser Einrichtung. Die seit 1901 geführte Statistik besagte, dass bis 1913 bei 1773 Fällen die Erste Hilfe bei einem Unfall seitens eines Sanitäters erfolgt war. Bis zum Eintreffen eines Arztes erfolgte die Hilfe unentgeltlich.
Jährlich wurde die Kompetenz der Kolonne und deren Entwicklung mit Unterstützung des heimischen Regiments öffentlich mit einer Sanitätskolonnen-Uebung demonstriert.

Lübecker Sanitätskolonne
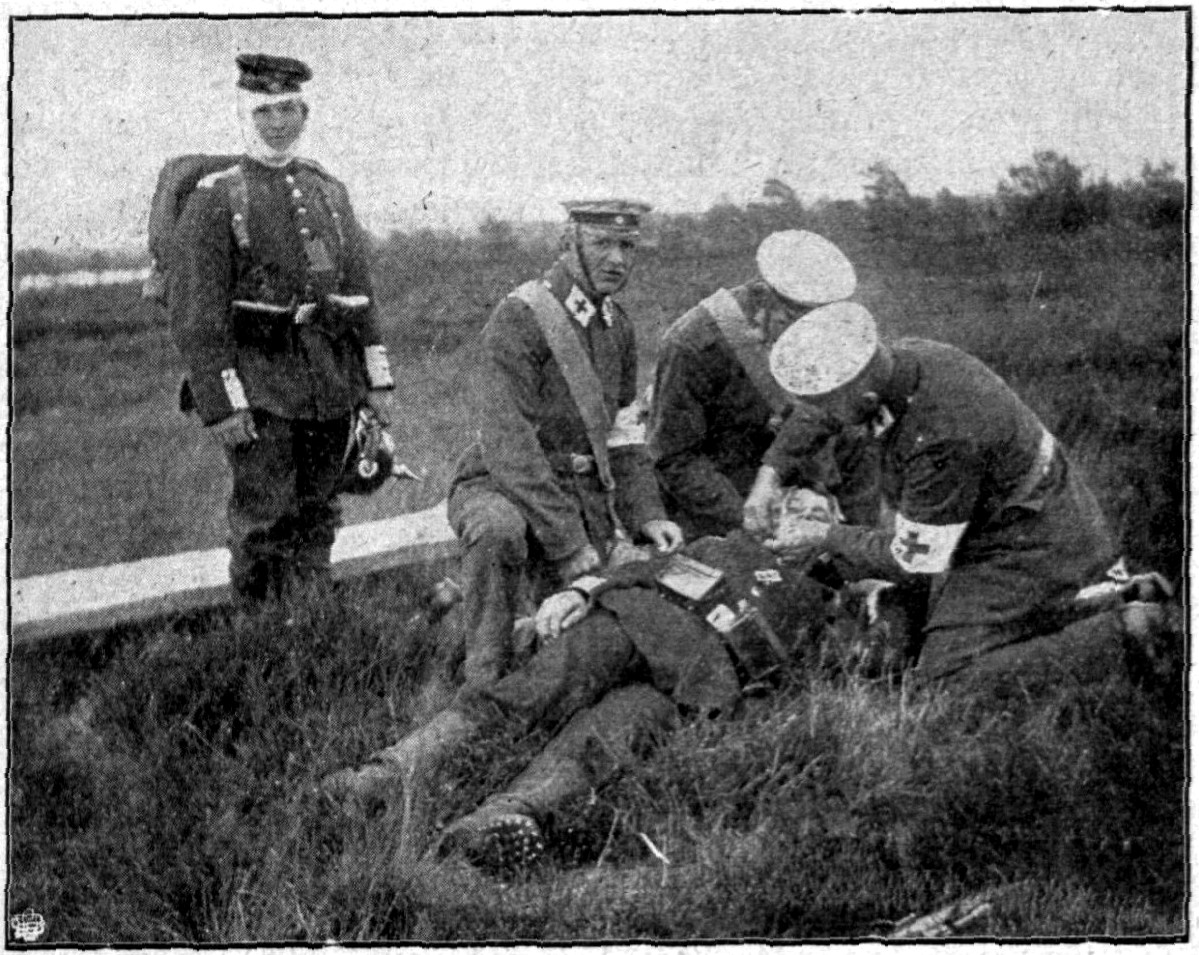
Auffindung eines am Kopfe Verwundeten und erster Verband
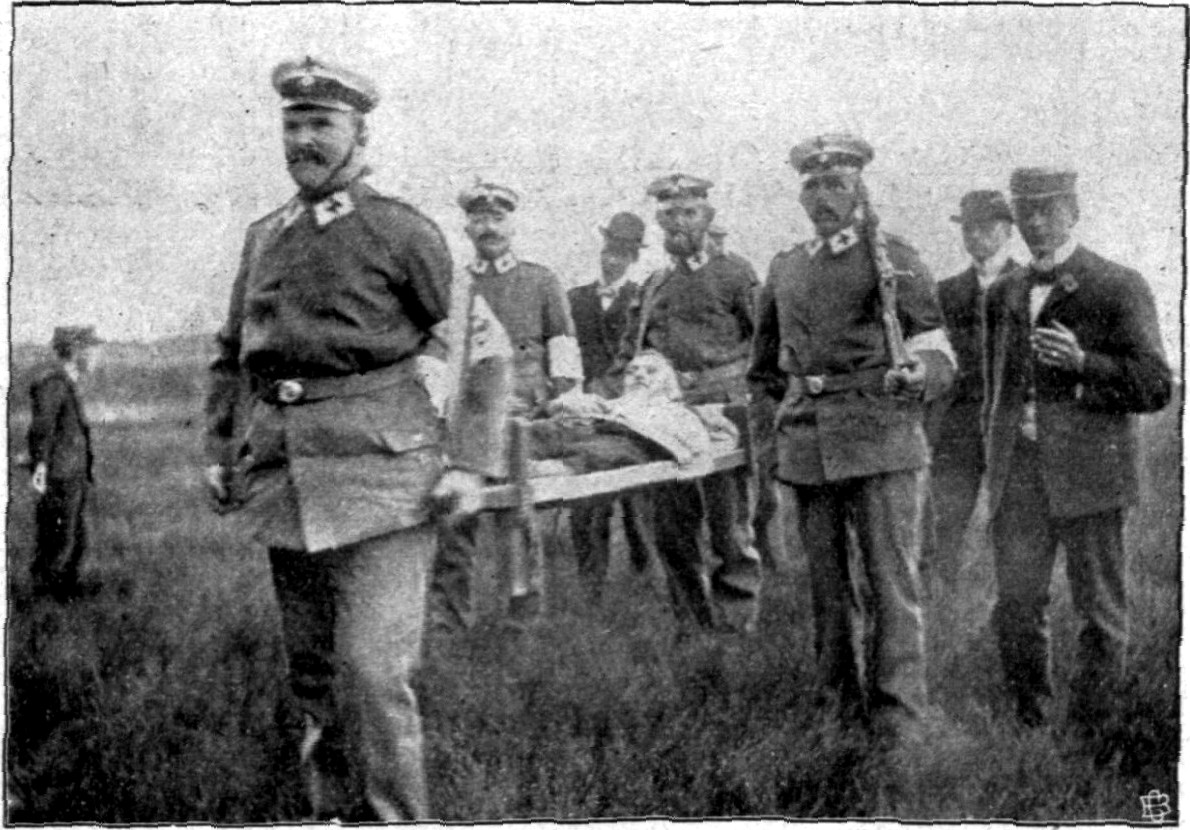
Transport eines Verwundeten
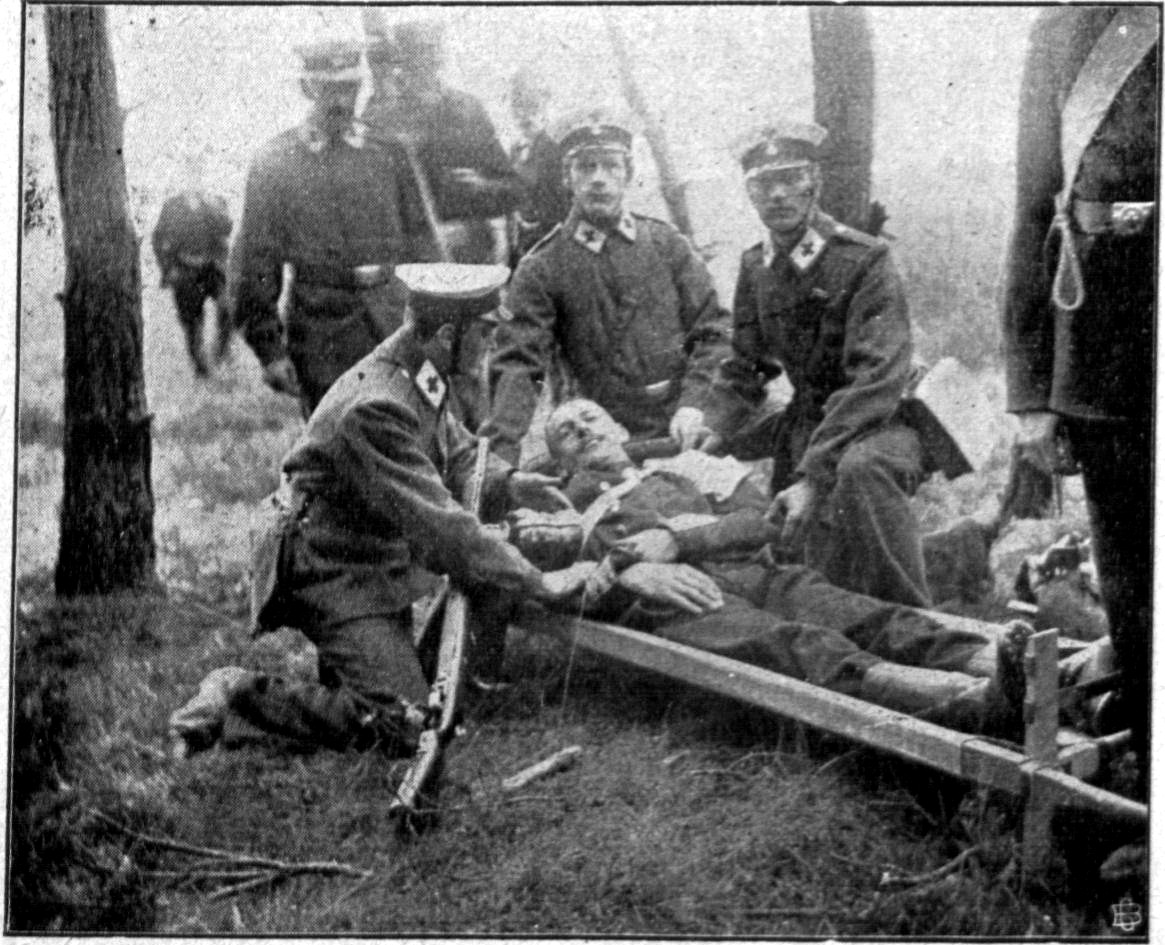
Rettung eines Verwundeten für den Transport
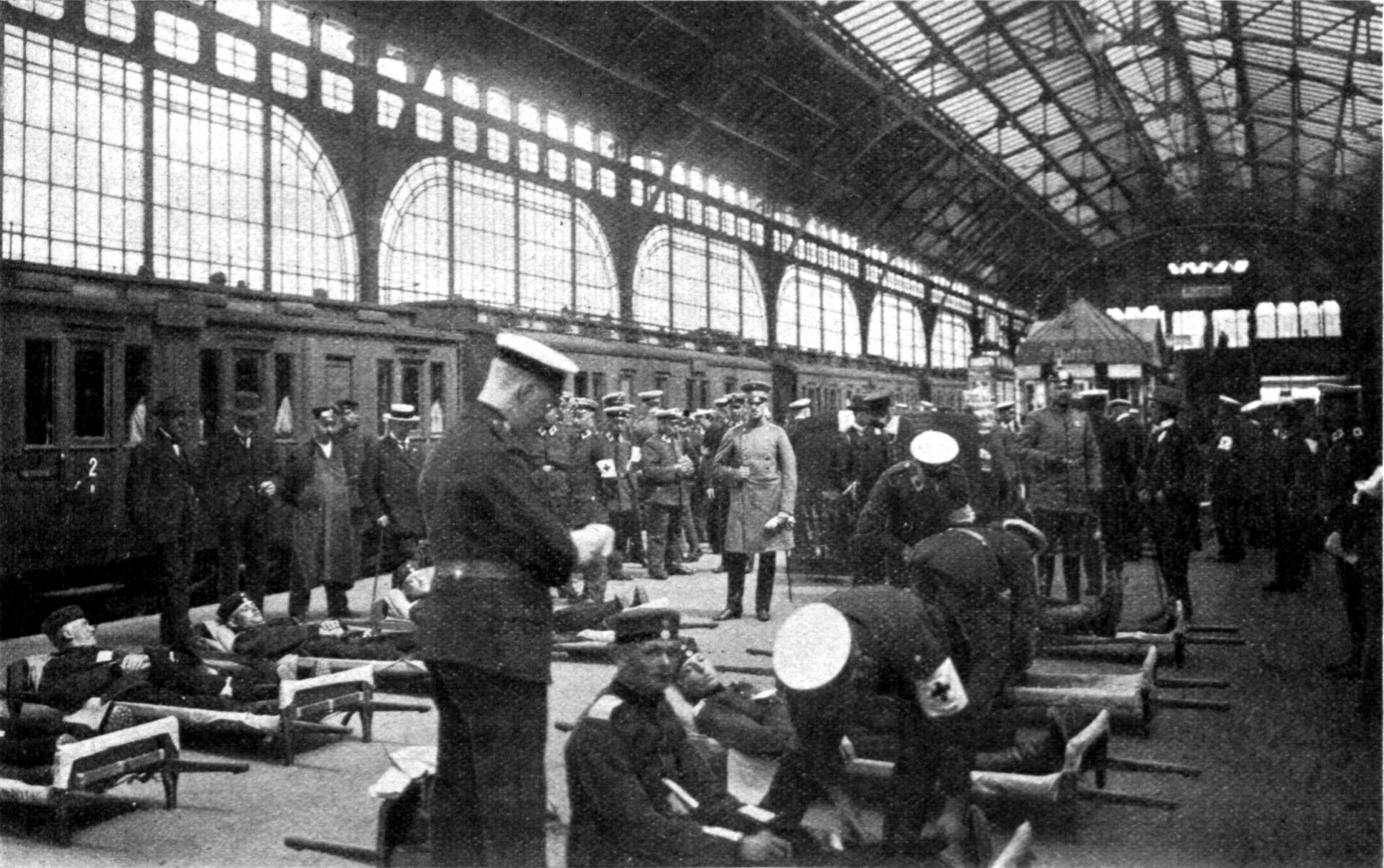
Die markierten Verwundeten auf dem Lübecker Bahnhofsperron

So war die Gefechtsidee 1906, dass in der Nacht vom 18. auf den 19. August 1906 eine feindliche Flotte an der mecklenburgischen Küste und auf dem Priwall zu landen versucht hätte, aber vom Küstenschutz unter schweren Verlusten zurückgewiesen wurde. Da die bei der Truppe vorhandenen Sanitätsmannschaften nicht hinreichend waren, ersuchte der Kommandeur am Morgen des 19. den Vorsitzenden der Sanitätskolonnen um Hilfe. Dieser alarmierte umgehend die Lübecker Sanitätskolonnen und benachrichtigte den Vaterländischen Frauenverein vom Roten Kreuz, sowie die benachbarten Kolonnen in Tüschenbek, Ratzeburg und Mölln. Deren Mannschaften trafen sich auf dem Alarmplatz – dem Bahnhof – und wurden mit einem von der LBE  kostenlos zur Verfügung gestellten Sonderzug nach Travemünde gebracht. Dort wurden sie per Wagenfähre nach dem Priwall übergesetzt und sammelten sich auf der Rennbahn, wo sie in Paradeaufstellung vom Vizeadmiral a. D Kühne, dem in Vertretung des verhinderten Konteradmirals Riedel die Oberleitung der kriegsmäßigen Übung oblag, empfangen. Als Beobachter wohnten der Übung der Vertreter des kaiserlichen Kommissars und Militärinspekteurs der freiwilligen Krankenpflege Fürst zu Solms-Baruth, von Perthes, der General- und Korpsarzt des IX. A. K.s Goebel, der Brigadekommandeur Gersdorff, der Regimentskommandeur v. Oidtmann, Bezirkskommandeur Faber, der lübeckische Landesdelegierte der freiwilligen Krankenpflege Kuhlenkamp, als Vertreter des Senats Senator Possehl und andere bei.
Per Tagesbefehl gab der Kolonnenarzt Wex bekannt, dass 50 Verwundete, in der Pötenitzer Feldmark aufzufinden, zu verarzten und abzutransportieren seien.
In der anschließenden Kritik gab Goebel neben allen Lobes zu bedenken, dass eine Übung niemals die Verhältnisse eines Krieges wiedergeben könne und deshalb auch nicht als kriegsmäßige zu benennen sei. Sie habe stattdessen den Zweck, die Ausbildung der Mannschaften und ihre Verwendbarkeit auf allen Stellen zu zeigen, auf denen sie im Ernstfalle in Tätigkeit treten könnten.
Im Jahr darauf fand die Übung unter der Leitung des Lübecker Polizei-Hauptmanns Grünweller auf der Palinger Heide statt, von wo aus die Verwundeten-Darsteller nach Brandenbaum transportiert wurden.
Zu der Hauptübung des Jahres 1908 reisten die Sanitätskolonnen teils par Bahn, teils per Prahm, zur Aufnahme von Kranken, auf der Trave zum Hochofenwerk. Die Idee war, dass dort ein größerer Unfall passiert sei, bei dem über 20 Personen verletzt worden seien. Die Schlutuper Abteilung hätte, als die dem Ort nächstgelegene Einheit, Verbände anzulegen, die anderen die Verletzten per Prahm bzw. Eisenbahn nach Lübeck zu bringen. Nach der Kritik teilte der anwesende Medizinalrat Physikus Dr. Riedel der Schlutuper Kolonne mit, dass das Kriegsministerium in Berlin sie in die Reihe derer aufgenommen habe, die im Falle eines Krieges zur Hülfeleistung im Felde herangezogen würde.

im Ersten Weltkrieg
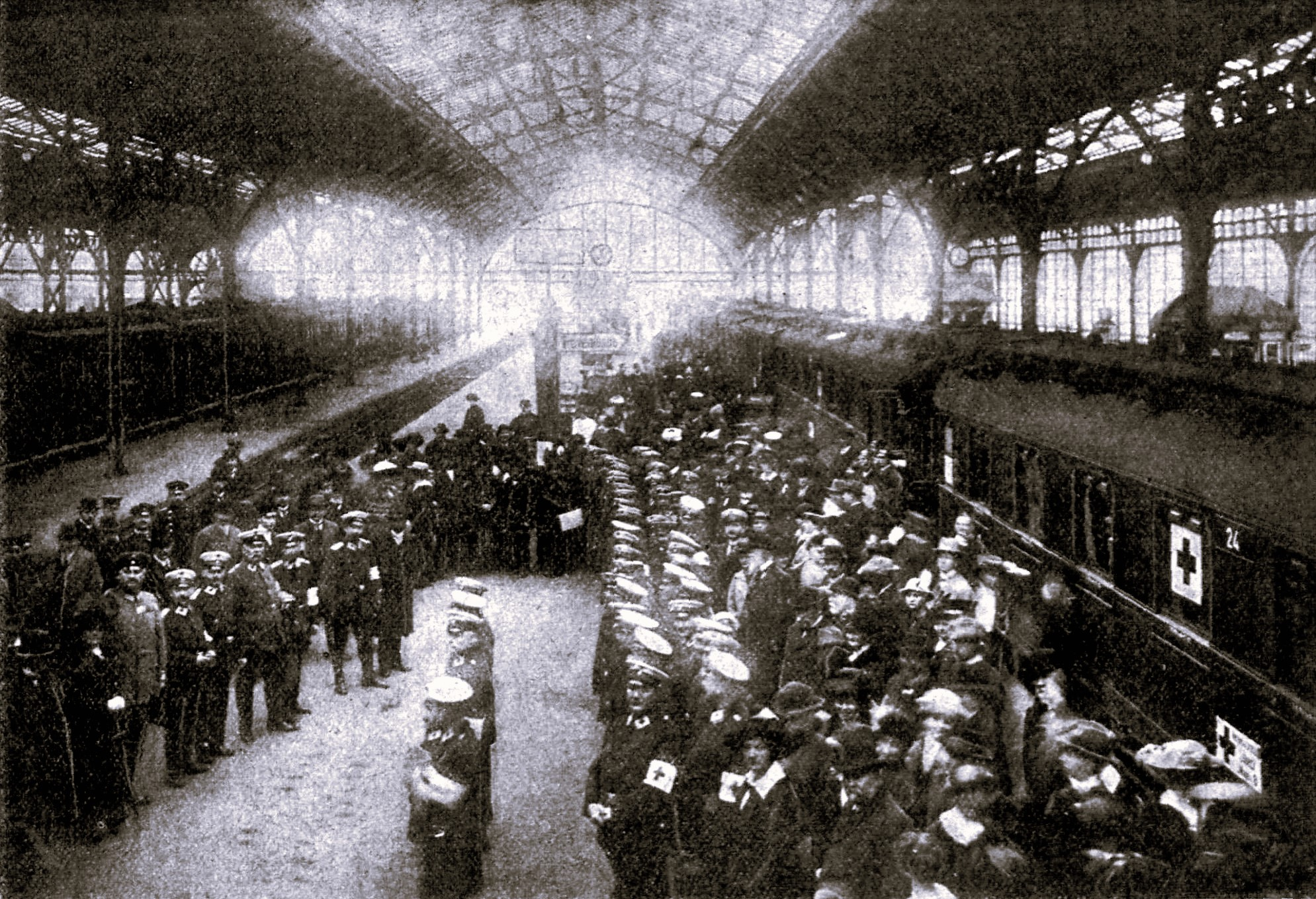
Abfahrt des Lazarettzuges am 27. Oktober 1914
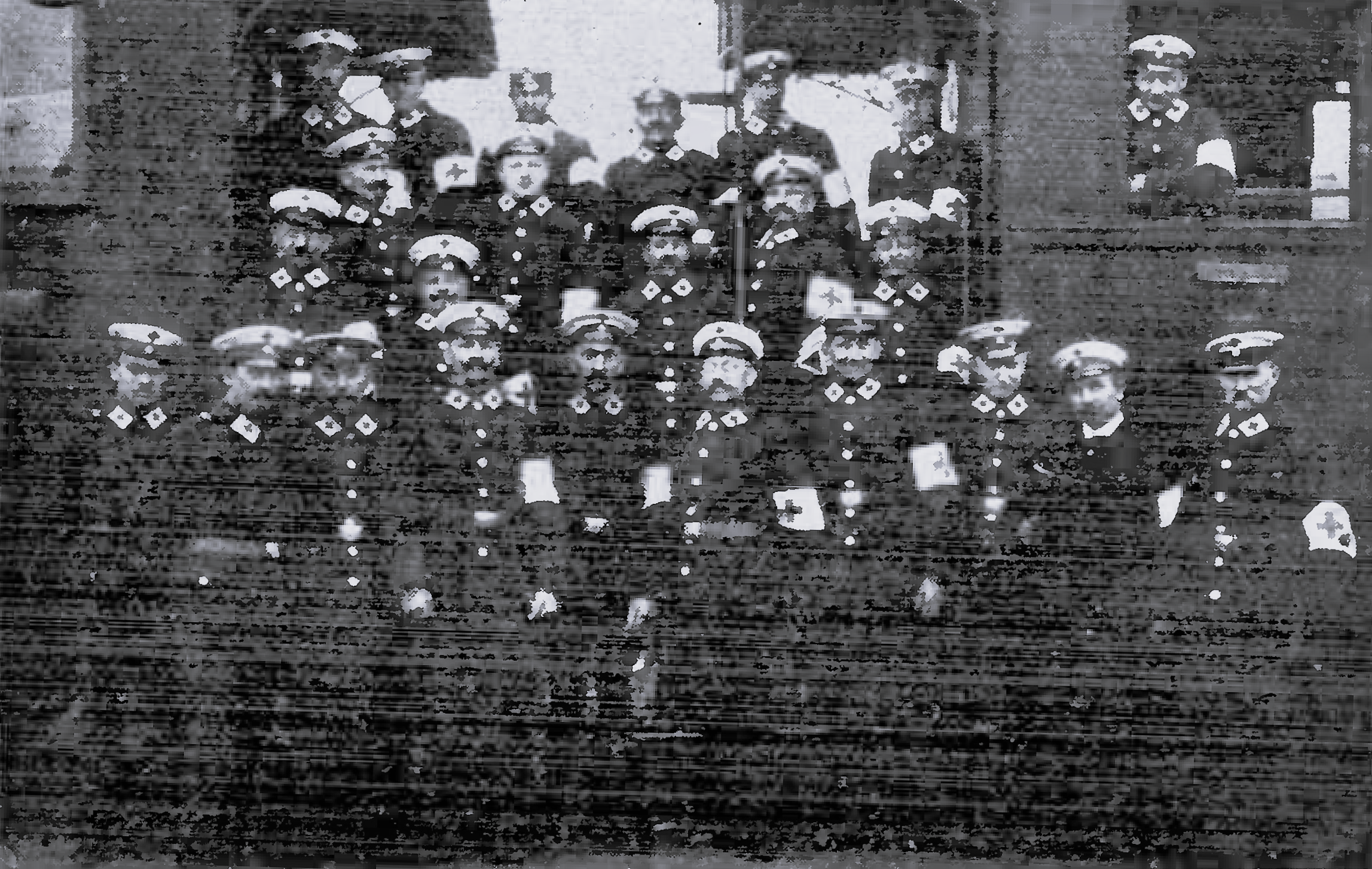
Mannschaften des Lübecker Lazarettzuges auf der Fahrt nach Russland. (1915)
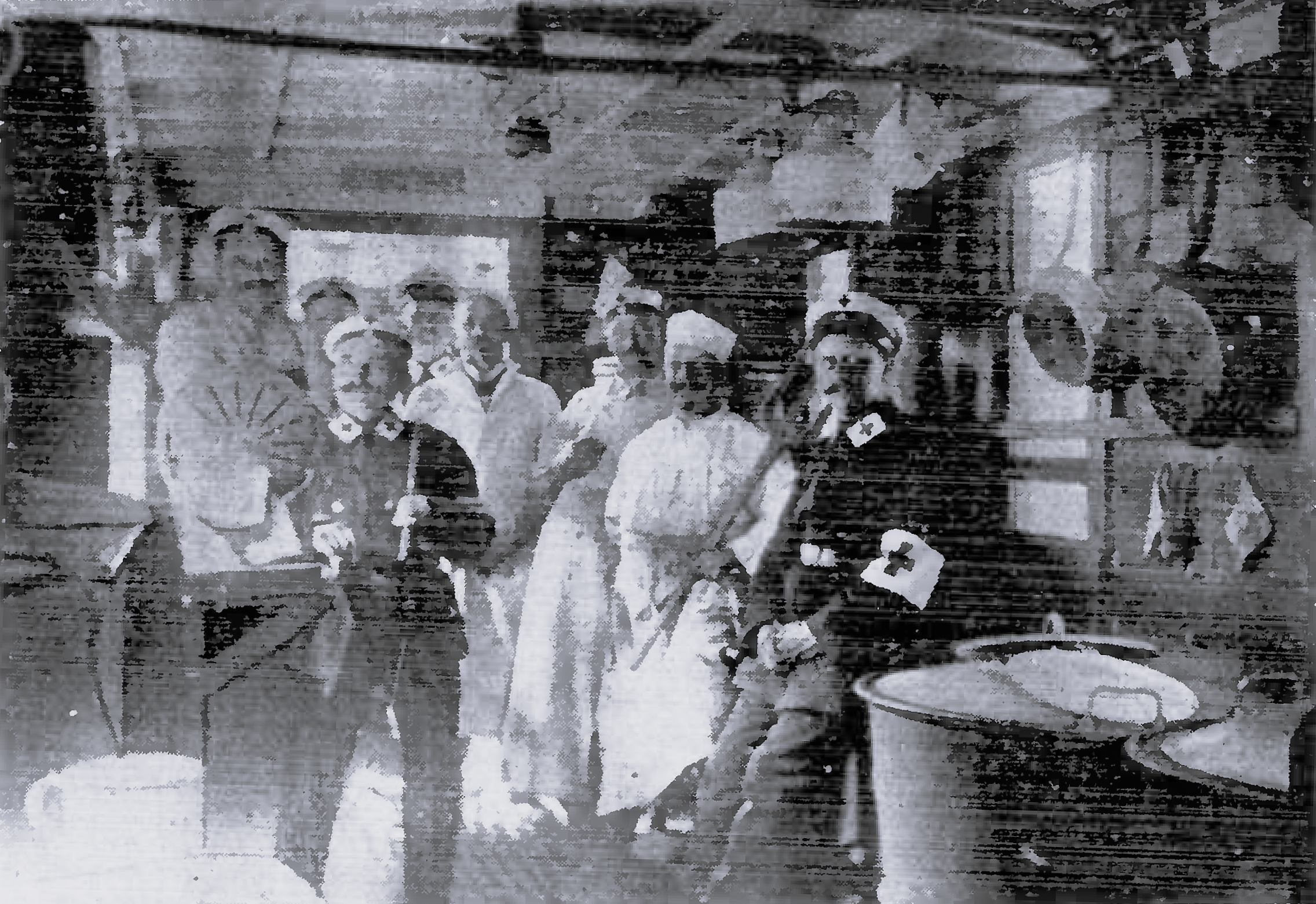
Küchenmannschaft
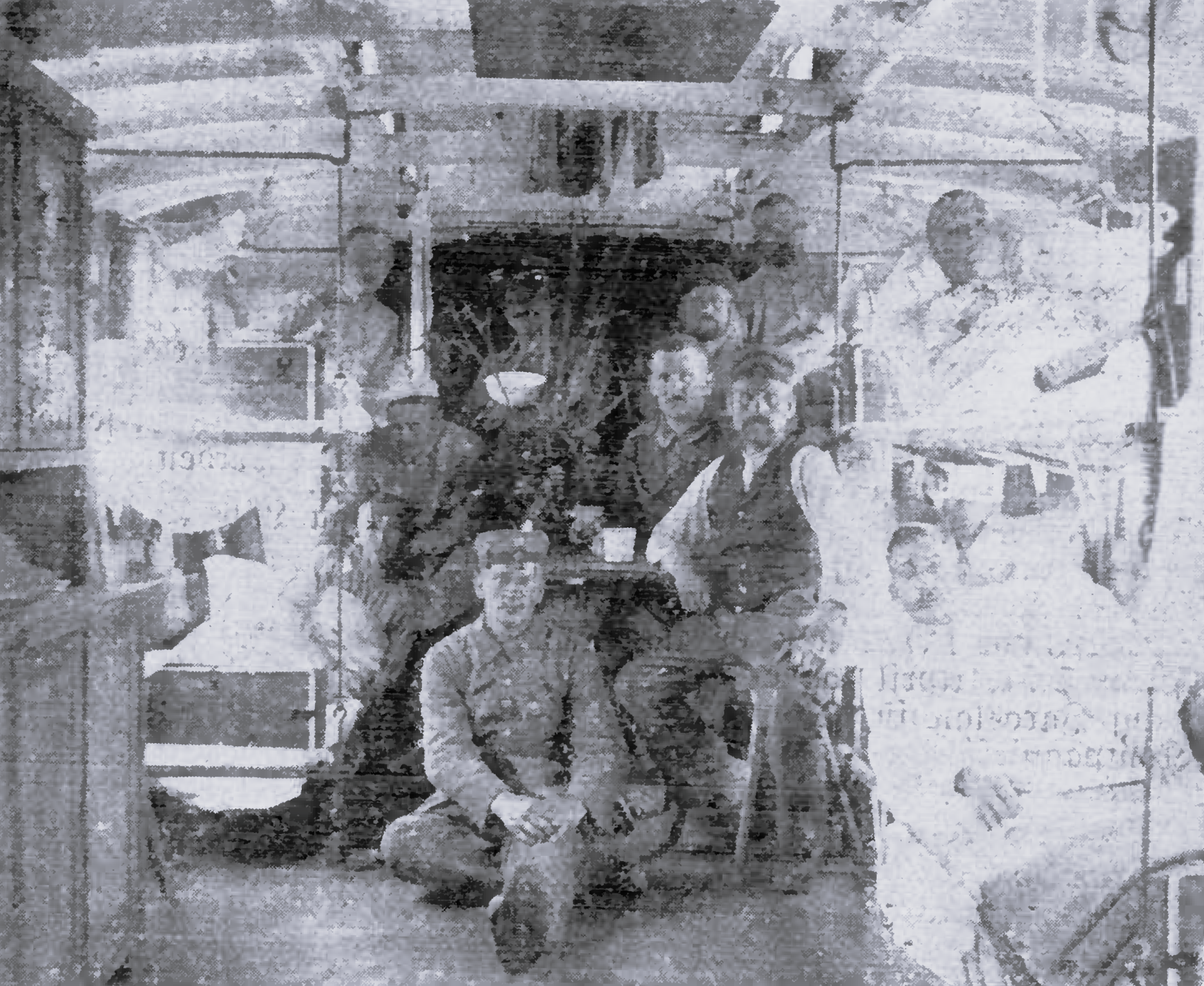
Im Zug

Auf Anordnung des Chefs des Feldsanitätswesens verließ der Lübeckische Lazarettzug um 12 Uhr 12 am 27. Oktober 1914 seine Stadt und fuhr begleitet von 7 Ärzten und 60 Pflegern nach Gent. Dessen Leitung lag in den Händen des hiesigen Polizeimajors Moritz Grünweller. Auf dem Bild sieht man die begleitende Mannschaft von den Angehörigen kurz vor der Abfahrt Abschied nehmen.
Die Lübecker Krieger-Sanitätskolonne entwickelte ein Traggestell, welches so weit zu überzeugen wusste, dass die Lazarettzüge und -schiffe in den Ersten Weltkrieg mit Traggestellen des sogenannten Systems Lübeck zogen.
Nach dem Kriege wurden die einstigen Kriegersanitätskolonnen zu Sanitätskolonnen. Die Ortsgruppen in Kücknitz und Schlutup bekamen größeres Gewicht und wurden im Jahr 1927 als
- Sanitätskolonnen der Ortsgruppe Kücknitz (Vorsitz: Titus Türk (Konteradmiral a. D.))
- freiwillige Sanitätskolonne vom Roten Kreuz Schlutup

nahezu eigenständig.
Ab 1934, wie der Deutsche Kriegerbund zuerst verboten, dann aufgelöst.

## Gebäude
Ab 1910 wurde das heute als Bestandteil der August-Hermann-Francke-Schule genutzten Gebäudes an der Schildstraße 10 bis Ende des Ersten Weltkriegs als Kolonnenhaus der Sanitätskolonne vom Rothen Kreuz genutzt.
Nach dem Krieg war zuerst die Schwartauer Allee 241, ab 1920 bis zu deren Auflösung die Mengstraße 28 das Kolonnenhaus.